# Svjetla iznad Phoenixa
Svjetla iznad Phoenixa (eng. Phoenix Lights), naširoko osvjedočeni fenomen viđenja NLO-a, koji se dogodio 13. ožujka 1997. godine na području iznad grada Phoenixa u Arizoni, koji je bio nadaleko vidljiv i zamijetili su ga brojni svjedoci na širokom području spomenute američke savezne države, ali i u susjednom Meksiku. Incident se zapravo sastoji od dva različita fenomena, koja su se dogodila te noći na području Arizone. Prvi dio događaja se odnosi na viđenje trokutaste formacije svjetala koja su preletjela prostor te savezne države, a drugi dio događaja se odnosi na stacionarna svijetla koja su se pojavila nad Phoenixom.
Svjetla je vidjelo na tisuće svjedoka između 19:30 i 22:30 po MST vremenu, a vidjela su se u zraku do 480 kilometara, od granice Nevade, preko Phoenixa pa do granice Tucsona.
Objašnjenje američke vlade bilo je da je Američka vojska bacala baklje na području Phoenixa, međutim mnogi pobornici vjerovanja u NLO-e negiraju takav zaključak i smatraju ga zataškavanjem.